# Grupu Feto Foin Sa’e Timor Lorosa’e
Die Grupu Feto Foin Sa’e Timor Lorosa’e GFFTL (deutsch Gruppe junger Frauen Osttimors) ist eine Frauenrechtsbewegung aus Osttimor. Sie ist ein Ableger des ETSSC und setzt sich für die Gleichberechtigung der Frau ein. Seit 2001 ist die GFFTL eine Nichtregierungsorganisation. Sie gehört zum Forum Organizasaun Naun Govermentál Timor-Leste (FONGTIL) und ist beim Justizministerium Osttimors offiziell registriert.
Die Vision der GFFTL ist eine harmonische Gesellschaft, um die Gleichstellung der Geschlechter zu erreichen. Die Gruppe will die Schaffung von Bedingungen für den sozialen Wandel durch alternative Bildung, um die Gleichstellung der Geschlechter zu erreichen.
Die GFFTL wurde am 13. Oktober 1998 gegründet. Chefin wurde Teresa Maria de Carvalho. Ursprünglich  wollte man mit der GFFTL die Frauen innerhalb des ETSSC fördern, der für ein Unabhängigkeitsreferendum im seit 1975 von Indonesien besetzen Osttimor warb. Es zeigt sich auch, dass überdurchschnittlich viele Frauen im Vorstand des ETSSC waren. Am 9. und 10. November 1998 führte die GFFTL in Becora die erste Frauenkonferenz in Osttimor durch. Das indonesische Militär versuchte die Veranstaltung zu verhindern und nahm einige Organisatorinnen fest. Man wollte die GFFTL zwingen „zur Sicherheit der Konferenzteilnehmerinnen“ Soldaten am Veranstaltungsort zuzulassen. Nach intensiver Lobbyarbeit konnte man die Konferenz schließlich doch durchführen. Für die Sicherheit sorgten nun lokale Jugendgruppen. Die Teilnehmerinnen kamen aus elf der 13 Distrikte Osttimors und vertraten alle wichtigen Frauenorganisationen des Landes.

## Führende Mitglieder
- Teresa Maria de Carvalho, Vorsitzende
- Maria Angelina Lopes Sarmento
- Rosa Xavier
- Rosa Fernandes
- Elda Guterres Silva
- Elisa Silva
- Atanasia Pires
- Lita Amelia